# Благовіщенський костел (Клевань)
Благовіщенський костел (Кле́вань) — римо-католицький храм у селищі міського типу Клевань, Рівненська область, у стилі раннього бароко. Фундатор — князь Микола-Юрій Чорторийський. Збудований замість дерев'яного, фундатором якого був князь Юрій Чорторийський.

## Фундатор і історія створення

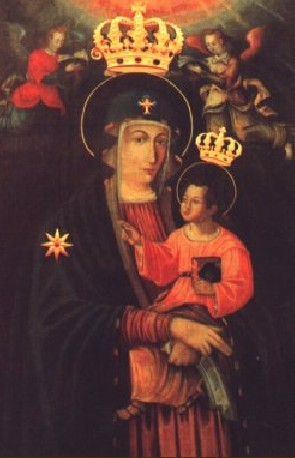
Чудотворний образ Матері Божої Клеванської

Фундатором храму був князь Юрій Чорторийський (бл. 1540—1626, спочатку був православним). Він записав фундуш для православного храму у Клевані (за іншими даними, власне для костелу) 1590 року, тоді ще дерев'яного. Був першим серед заможної родини Чорторийських, що 1598 року змінив обряд (перейшов на унію). Власний князівський двір з міста Луцьк переніс на постійно до містечка Клевань.
Віра без справ мертва. Аби довести прихильність до католицтва, князь започаткував перебудову храму у цеглі. З будівництвом нового храму упорались до 1610 року (за іншими даними, це сталось вже по його смерті — у 1630 році). Фундатором будівництва мурованого храму був князь Микола-Юрій Чорторийський.
Ще у першій третині XX ст. храм прикрашав чималих розмірів вівтарний чудотворний образ Матері Божої Клеванської пензля Карла Дольчі, майстра болонської школи XVII ст.
У травні 1945 року розпочалося переселення поляків до Польщі на повернені території Західної Польщі. Вихідці з Клевані з огляду на ставлення радянської влади до релігії та до релігійних цінностей, забрали найдорожчі реліквії з костелу і вивезли разом із ними і ікону. Із Клевані 17 травня відбули близько 800 осіб і вже 6 червня ікону було доставлено до Сквежини. Нині вівтар Благовіщенського костелу у Клевані прикрашає копія цієї ікони.

## Опис споруди
Храм вибудований з цегли і потинькований. За типом це тринавна базиліка, що має вівтарну абсиду, нартекс, дві прямокутні двоярусні вежі на головному фасаді. Вежі криті дахами-шатро.
І на фасаді, і композиційно акцентована центральна нава, котра вища та щирша за бічні. Головна нава трохи виступає вперед на головному фасаді. Її вінчає великий трикутний фронтон з розкреповкою.
Фасади костела суворо спрощені і позбавлені декору. Головна нава пов'язана з бічними вежами невеликими заокругленнями кутів, що надають пласкому в цілому головному фасаду трохи пластичності. В декорі веж і головної нави використані пласкі пілястри без помітних архітектурних акцентів.
Південніше від костелу вибудована прямокутна дзвіниця. Збережений також цегляний паркан з брамою та прямокутним фронтоном.

## За часів СРСР
За часів СРСР у період з 1947 до 1991 років храм було зачинено, а парафія ліквідована. Католицький храм, однак, не був поруйнований як тисячі сакральних споруд по всій країні. 
Спочатку приміщення використовувалось як лабораторія для хімічних досліджень, а пізніше збоку було прорубано ще вхід і костел використовувався як амбар. До 5 м у висоту він був засипаний зерном. Внаслідок цього на стінах з'явився грибок та було зруйновано старовинні фрески.
До сьогодні збереглися залишки фресок, які були вище рівня зерна.
З 1991 року занедбану споруду віддали відродженій католицькій громаді Благовіщення Господнього, яку було наново зареєстровано при Луцькій дієцезії 29.10.1991 р.

## Усипальниця
Був похований фундатор Юрій Чорторийський, деякі його діти, Микола-Юрій Чорторийський

## Галерея

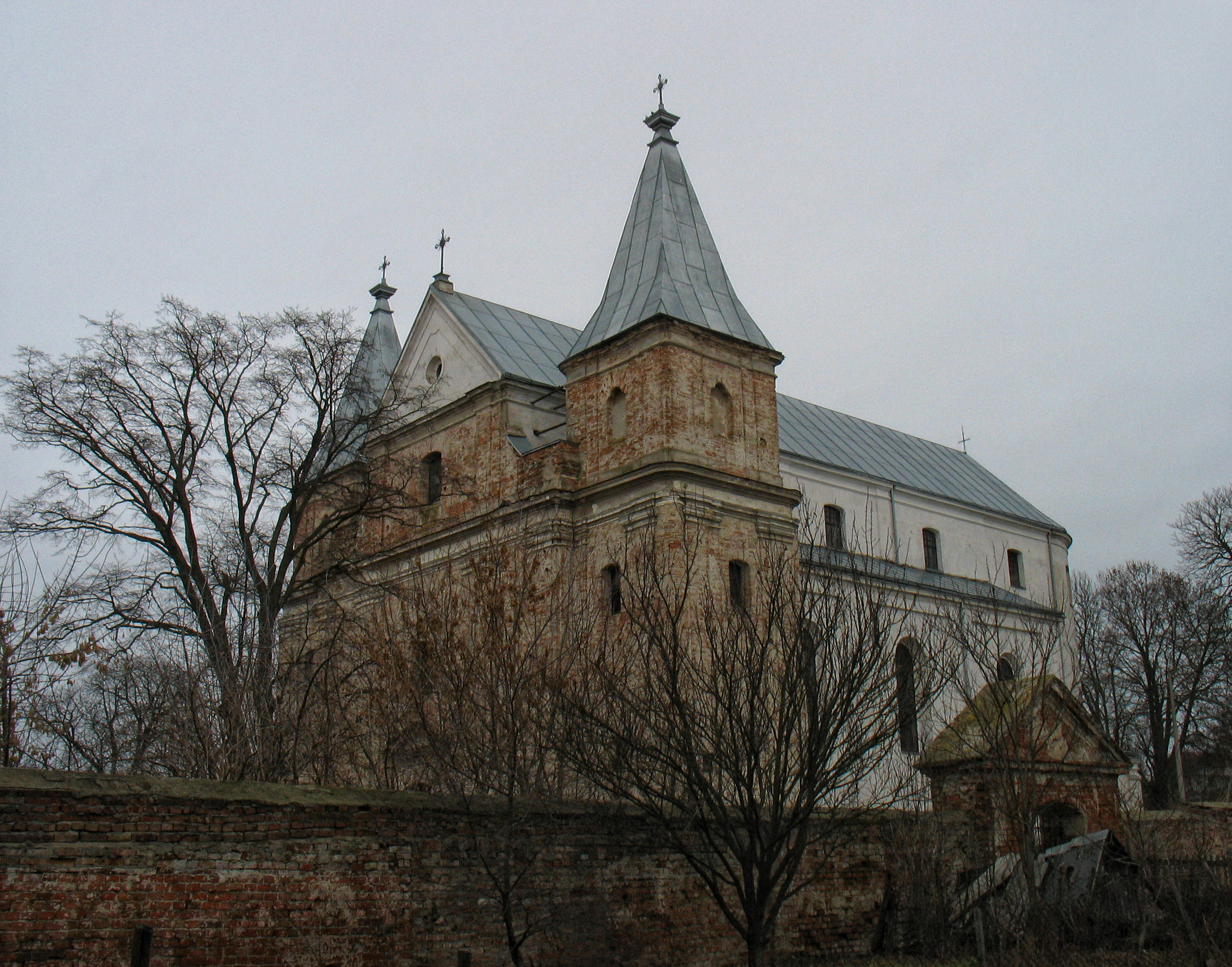
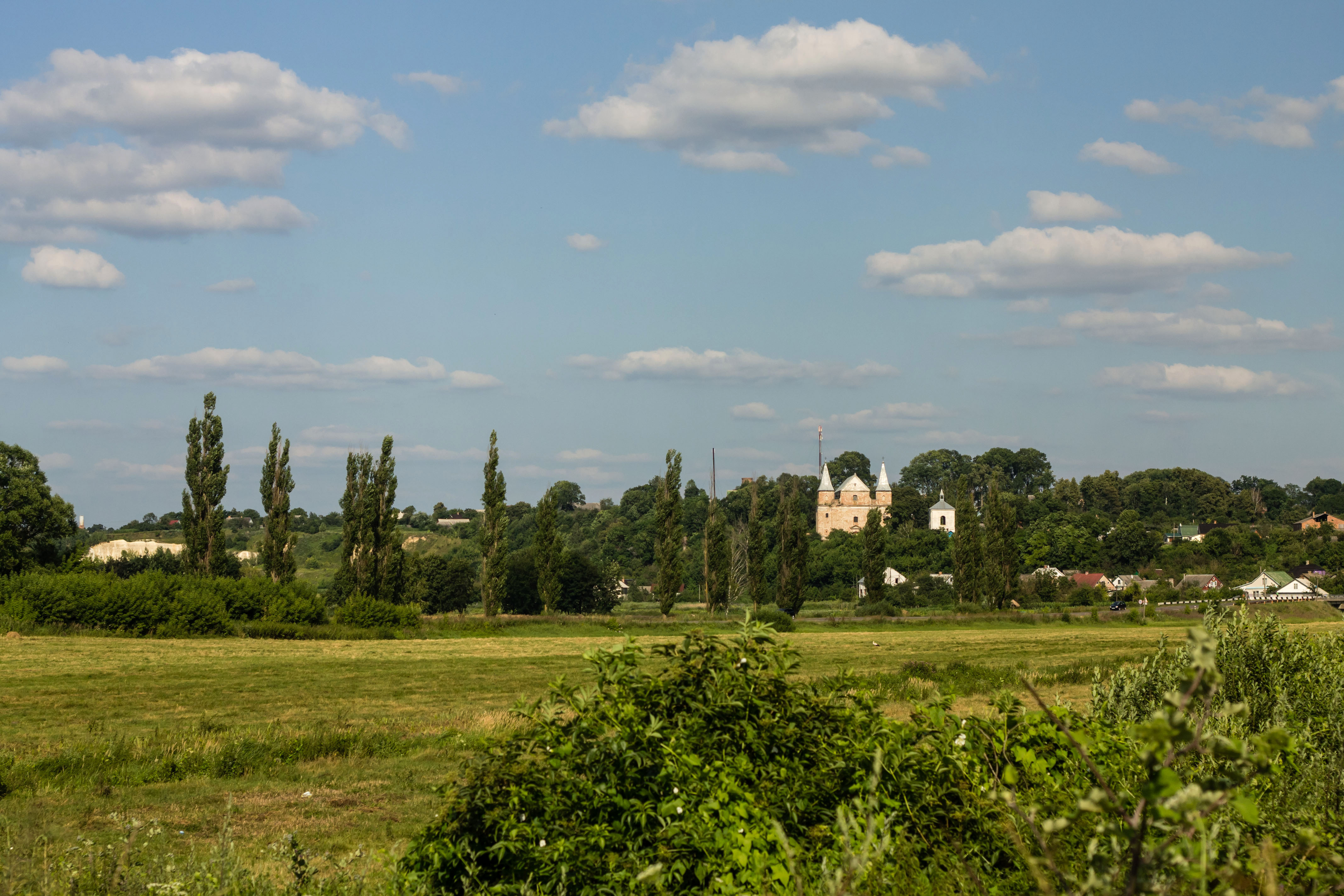
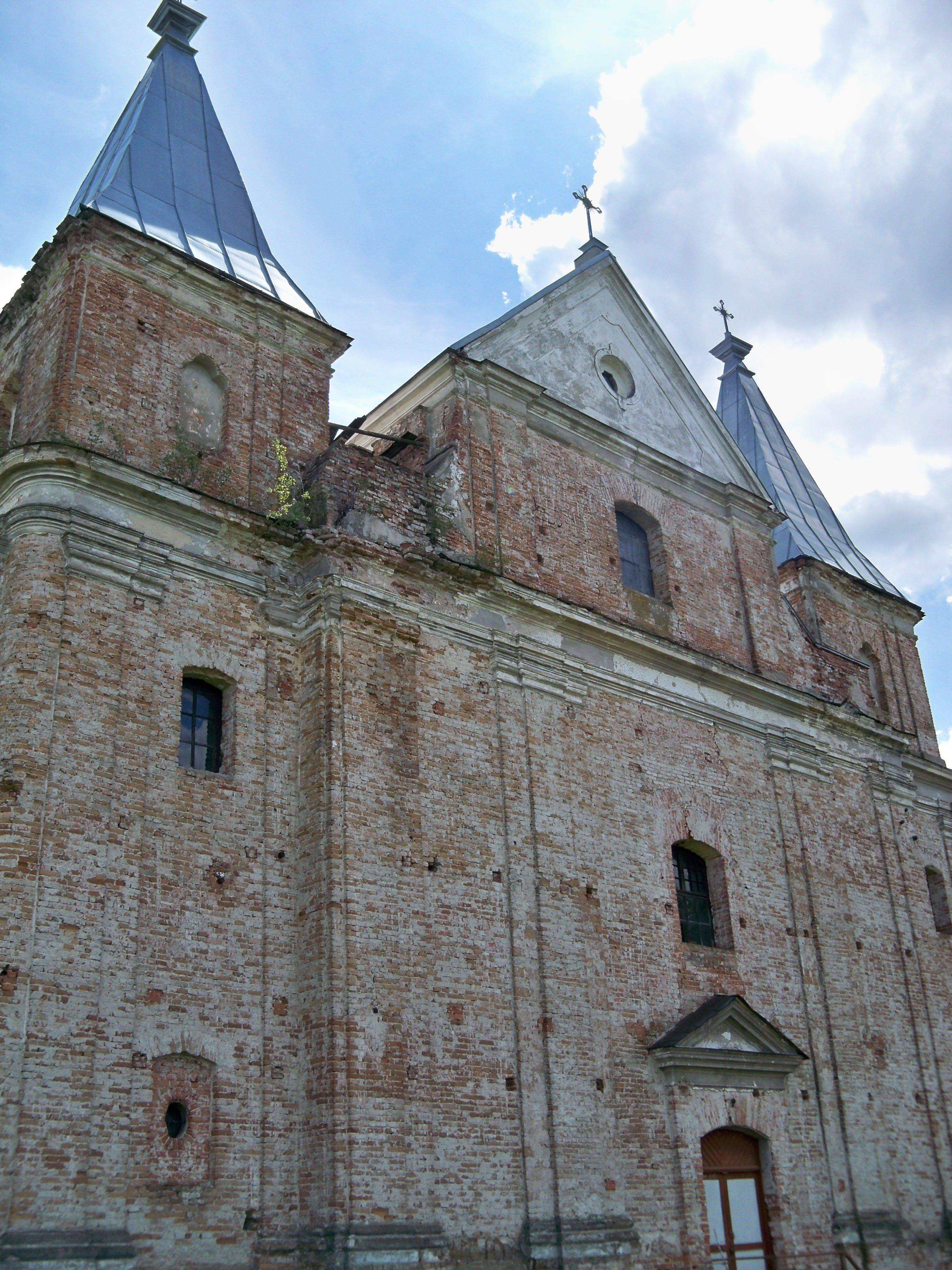
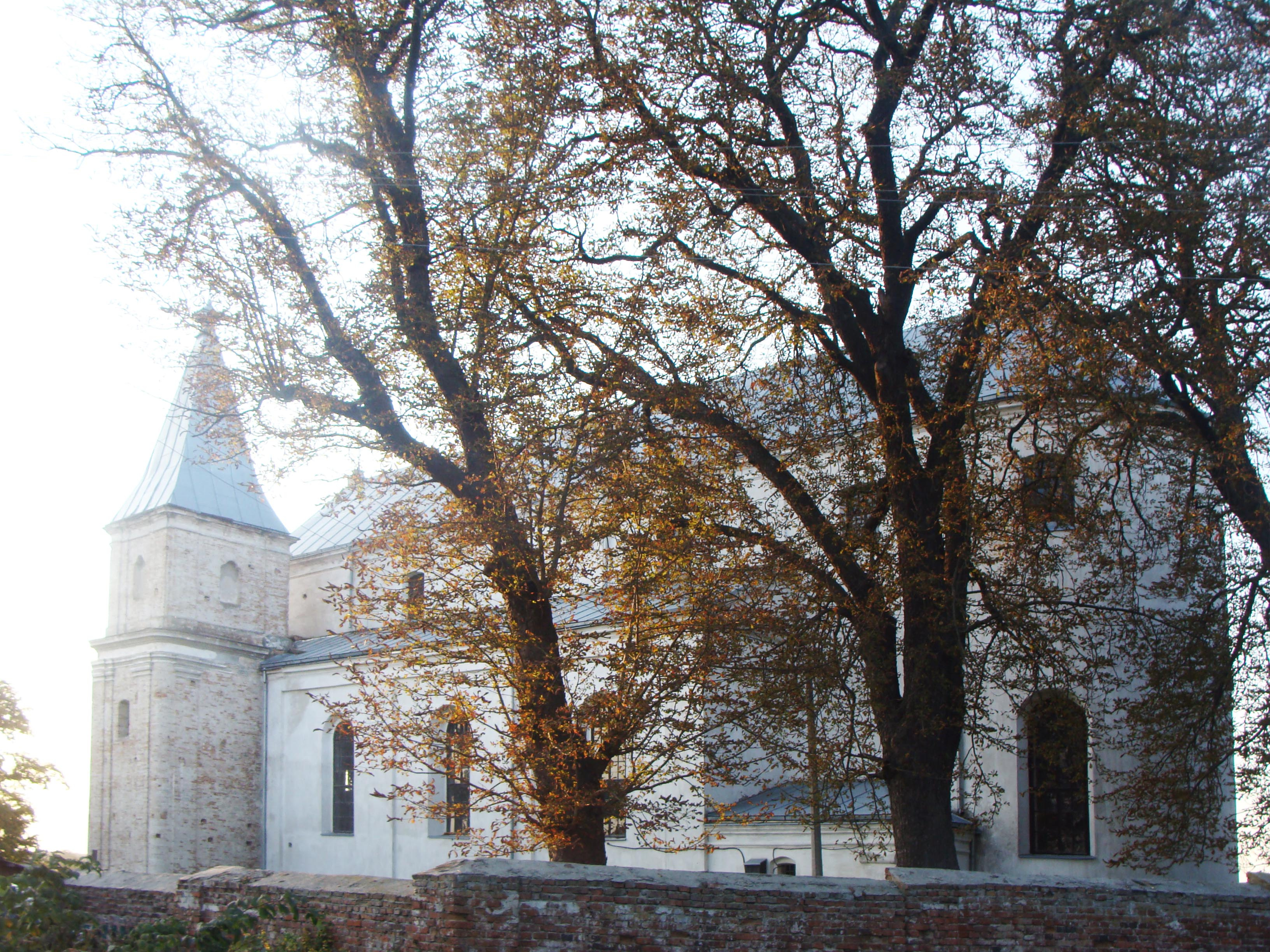
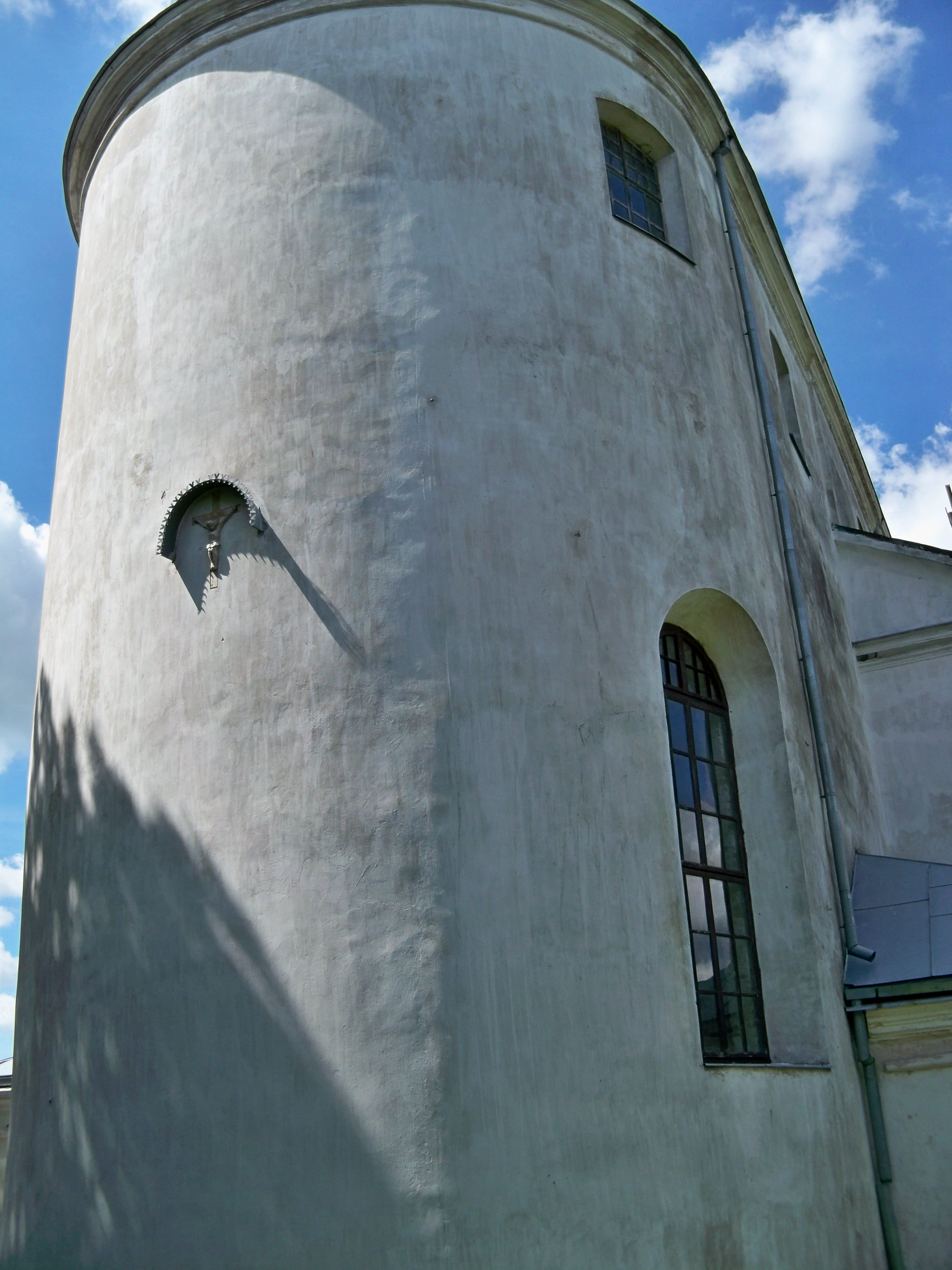
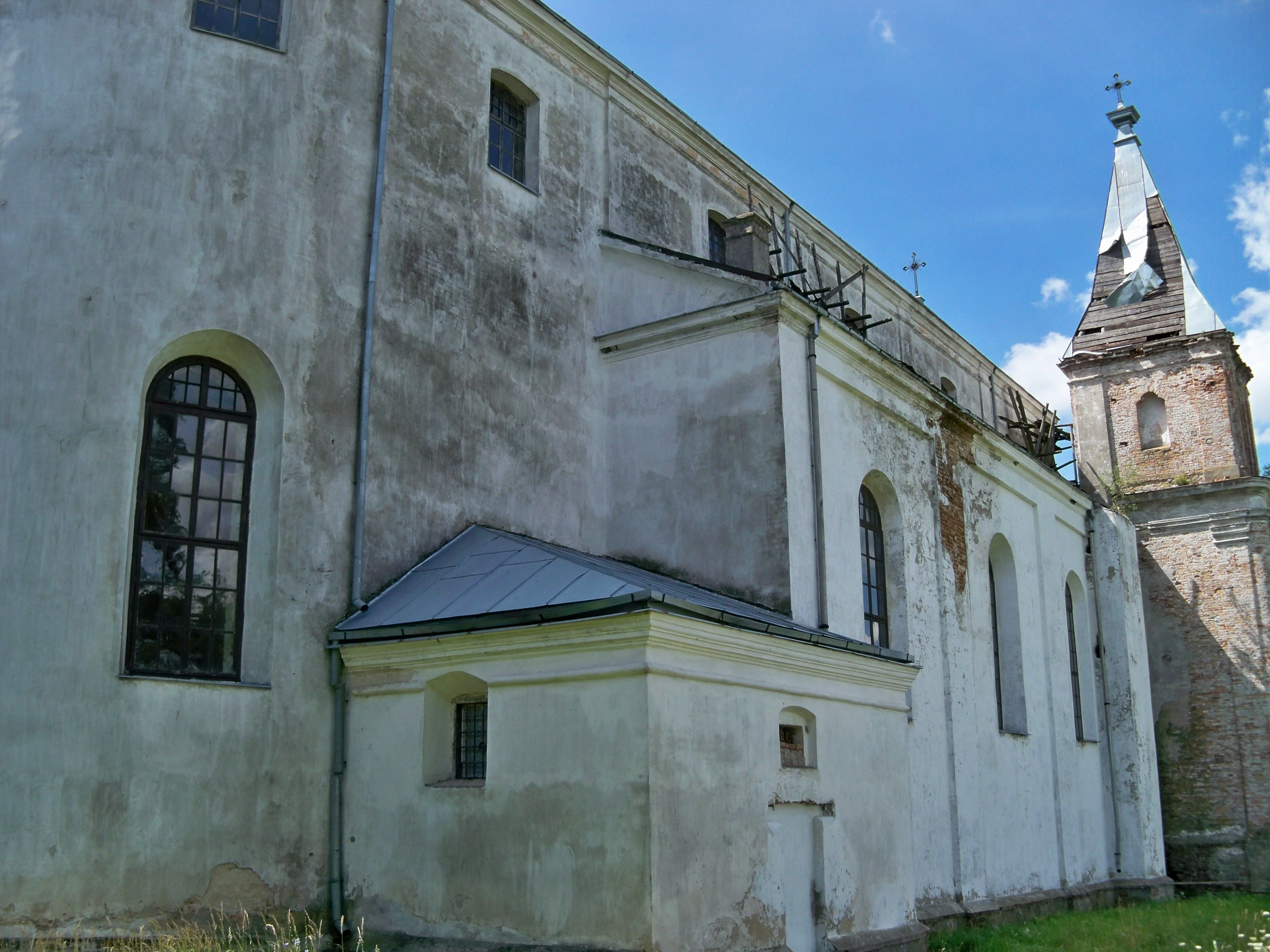
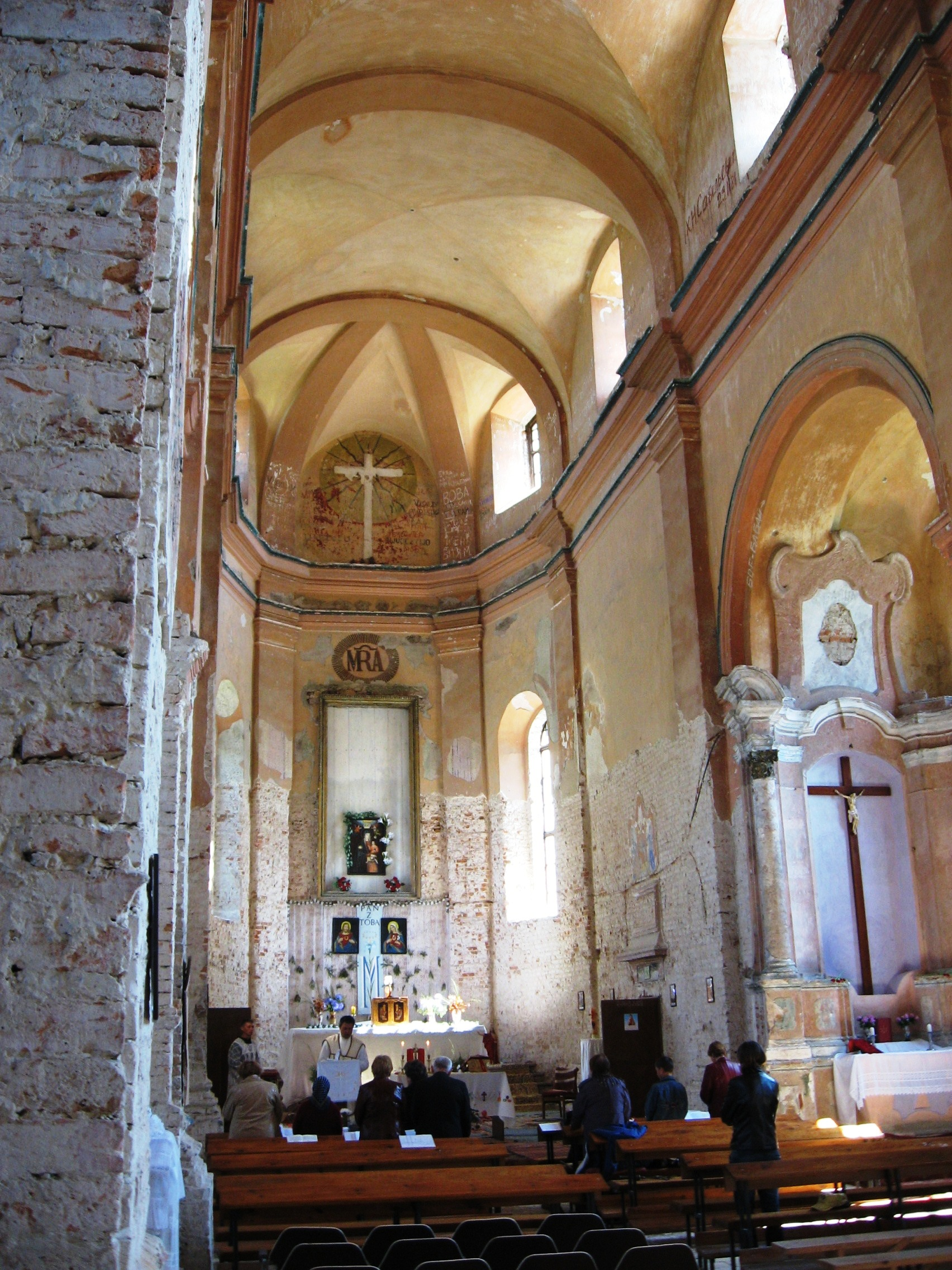